# Relations entre la Bretagne et le pays de Galles
Les relations entre la Bretagne et le pays de Galles s'inscrivent dans le cadre des relations entre la France et le Royaume-Uni, et sont actives principalement dans les domaines culturels et économiques depuis le milieu du XIXe siècle. Elles sont notamment actives dans le cadre du panceltisme.

## Histoire

### Moyen-Âge
Au Moyen-Âge, l'ouest de la péninsule armoricaine est christianisée par des ecclésiastiques venant en partie du Pays de Galles. La plupart des sept saints fondateurs de la Bretagne sont alors issus de cette région.

### Époque moderne

#### Panceltisme
La visite d'une délégation bretonne lors de l'Eisteddfod de 1838 à Abergavenny au Pays de Galles est le point de départ de relations interceltiques entre les deux régions. Avec le soutien des autorités françaises, de La Villemarqué, ou encore Alexis-François Rio (en), rencontre Lady Augusta Murray (en) et Charlotte Guest, et entretiennent des relations par la suite.

#### Jumelages

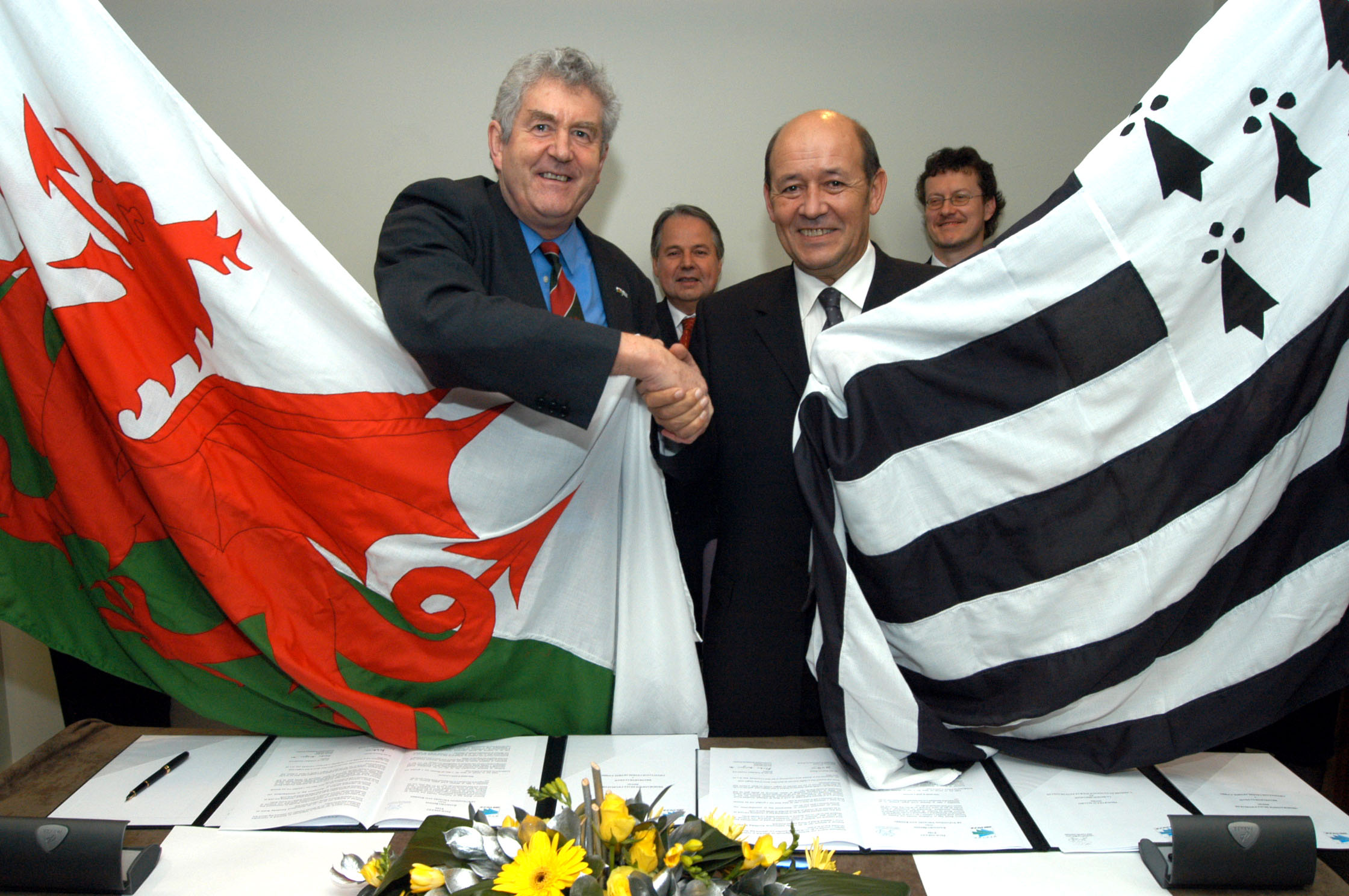
Rhodri Morgan et Jean-Yves Le Drian lors du jumelage de 2004 entre les deux régions.

La région Bretagne et le Pays de Galles sont jumelés depuis 2004 et un accord de coopération est signé en 2018 ; la création d'une eurorégion est alors évoqué, dans un contexte de mise en œuvre du Brexit. Au niveau local, 46 communes de Bretagne ont signé des accords de jumelages avec des villes du pays de Galles, dont Nantes et Cardiff  dès 1964, et Saint-Brieuc et Aberystwyth dès 1973.

## Sources